# 인지세
인지세(印紙稅, stamp duty)는 각종 문서와 신문, 달력, 학위 증서 등 인지를 사서 붙이도록 한 세금이다.
인지세는 단일 부동산 구매 또는 문서(역사적으로 수표, 영수증, 군사 수수료, 결혼 허가증 및 토지 거래와 같은 대부분의 법적 문서 포함)에 부과되는 세금이다. 문서가 법적 효력을 갖기 전에 인지세를 납부했음을 보여주기 위해 실제 수입 인지를 문서에 부착하거나 찍을 수 있어야 했다. 보다 현대적인 버전의 세금에는 더 이상 실제 스탬프가 필요하지 않다.
인지세는 1604년 베니스에서 시작되어 1610년대 스페인, 1620년대 스페인 네덜란드, 1651년 프랑스, 1657년 덴마크, 1682년 프로이센, 1694년 영국에 도입되었다.